# Alessio Gallo
Pour les articles homonymes, voir Gallo et Gallo (homonymie).
Alessio Gallo, né le 12 août 1990 à Naples (Italie), est un acteur italien.

## Biographie
La première expérience d'acteur d'Alessio Gallo commence dans les Quartiers Espagnols (Quartieri Spagnoli), alors qu'il travaillait dans la boutique de ses oncles. Alessandra Cutolo, directrice de casting, le remarque et lui propose de passer une audition. En 2012, il fait ses débuts au cinéma dans le film L'intervallo de Leonardo Di Costanzo présenté au 69e Festival international du film de Venise et qui remporte sept prix. Avec les acteurs principaux, il remporte le prix « Vittorio De Sica ». En 2013, il obtient le prix David di Donatello du Meilleur premier film. Ces débuts sont suivis par Une journée à Rome (Un giorno speciale, 2012) de Francesca Comencini et dans le film Milionari (it) (2014) d'Alessandro Piva, il est Sciupatiello. 
Au cours de sa carrière théâtrale, il joue le personnage de Gennarino Barracano dans Il sindaco del rione Sanità (it) d'Eduardo De Filippo, dans une mise en scène de Franco Pinelli. En 2013, il est choisi dans le rôle de Tonino Spider-man dans Gomorra (Gomorrhe - La série). En 2016, il participe au film Gramigna réalisé par Sebastiano Rizzo, aux côtés de Gianluca Di Gennaro (it), Biagio Izzo (it) et Enrico Lo Verso. En 2016, il reçoit l'Oscar de la jeunesse 2016 à la 46e édition de la Gionata d'Europa. En 2018, il obtient un rôle dans la série Rosy Abate 2 dans une réalisation de Giacomo Martelli. En 2018, il interprète le rôle d'Angiolino dans le court métrage Les Îles de Brissogne de Juliette Riccaboni. En 2019-2021, il incarne Michele Solara dans la fiction L'Amie prodigieuse, d'après le roman éponyme d'Elena Ferrante. En 2021, il joue dans le thriller Ripley, un film de Steven Zaillian, et dans la série télévisée Storia di una famiglia perbene (it) de Stefano Reali dans le rôle de Carlo Straziota.

## Filmographie partielle

### Au cinéma
Pour L'intervallo (2012), le réalisateur, Leonardo Di Costanzo, par souci d'authenticité, a eu recours à des comédiens issus de Naples et parlant le dialecte de cette ville. « Ce sont les deux jeunes, Francesca Riso et Alessio Gallo qui ont assuré eux-mêmes la traduction de l'italien vers le napolitain. Le film est sous-titré en italien partout en Italie, même à Naples ! C'était très important pour moi cette appropriation de la parole par les acteurs de façon qu'il y ait une vraie adhésion entre la parole et le geste ».
- 2012 : L'intervallo de Leonardo Di Costanzo : Salvatore
- 2012 : Une journée à Rome (Un giorno speciale) de Francesca Comencini : Uomo security
- 2014 : Milionari (it) d'Alessandro Piva : Sciupatiello
- 2017 :  La cena : La dipendenza (court métrage)
- 2018 :  Les îles de Brissogne de Juliette Riccaboni : Angiolino (court métrage)

### À la télévision
- 2014 : Gomorra (Gomorrhe - La série) : Tonino Spiderman (série télévisée, 11 épisodes)
- 2018-2022 : L'Amie prodigieuse : Michele Solara (série télévisée, 18 épisodes)
- 2021 :  Storia di una famiglia perbene (série télévisée)

## Récompenses et distinctions
- 2012 : Prix Vittorio De Sica
- 2013 : Prix David di Donatello pour le « Meilleur premier film »
- 2016 : Oscars de la Jeunesse 2016 – 46e édition de la « Journée de l'Europe »